# Atractus hostilitractus
Espèce
Statut de conservation UICN

 DD  : Données insuffisantes
Atractus hostilitractus  est une espèce de serpents de la famille des Dipsadidae.

## Répartition
Cette espèce est endémique de la province de Darién au Panama. Elle a été découverte à Río Mortí, entre 100 et 200 m d'altitude.

## Description
L'holotype de Atractus hostilitractus, une femelle adulte, mesure 374 mm dont 40 mm pour la queue.

## Étymologie
Son nom d'espèce, du latin hostilis, « hostile », et tractus, « territoire, région », lui a été donné en référence au fait que l'holotype a été capturé en zone interdite.

## Publication originale
- Myers, 2003 : Rare Snakes—Five New Species from Eastern Panama: Reviews of Northern Atractus and Southern Geophis (Colubridae: Dipsadinae). American Museum Novitates, no 3391, p. 1-47 (texte intégral).